# Bolgare
Bolgare [ˈbolɡaɾe] (Bólgher [ˈbolɡɛɾ] in dialetto bergamasco) è un comune italiano di 6 692 abitanti della provincia di Bergamo in Lombardia. Situato lungo il corso del fiume Cherio, dista circa 17 chilometri ad est dal capoluogo orobico e fa parte della Bassa Bergamasca.

## Storia
Alcuni ritrovamenti hanno permesso di far risalire la nascita di Bolgare ai tempi dell'impero romano. Un mosaico inserito in un pavimento di una casa, alcune lapidi funerarie, nonché monete imperiali sono testimonianza di quell'epoca distante quasi 2000 anni.
L'origine del nome sembra derivare dagli avvenimenti successi nel V secolo. Si narra difatti che, nel 452, la zona fu soggetta alle invasioni barbariche, e più precisamente dagli Unni. Questi invasori avevano al proprio seguito elementi appartenenti all'esercito bulgaro, che soggiornarono a lungo in questi territori. Il toponimo Bolgare deriverebbe quindi da Bulgare, ovvero località in cui soggiornano i bulgari.
Il primo documento scritto in cui viene menzionato il nome del paese risale però all'anno 830, quando in un lascito a favore della chiesa si menzionano alcuni territori siti in Bolgare.
Ma è il medioevo il periodo in cui il paese ha subito le maggiori trasformazioni, sia in ambito sociale che in quello strutturale. Difatti, a conseguenza delle lotte tra le fazioni guelfe e ghibelline, questa epoca vide un continuo fiorire di fortificazioni e torri.
Di queste rimane una torre che faceva parte del castello di proprietà della famiglia Berlendis, posto al centro del paese.
A dire la verità le torri erano due, ma nel 1706 una di queste fu abbattuta, unitamente a parte del castello stesso, per fare spazio alla chiesa parrocchiale dedicata a San Pietro.
Di fazione guelfa, il paese fu raso al suolo nel XIII secolo dai milanesi, esponenti dell'opposta fazione. In seguito passò prima ai Conti di Cortenuova, poi, nel 1329 venne posto sotto la dominazione della signoria dei Visconti. Un nuovo cambio portò il paese ad essere un protettorato del Colleoni, alle dipendenze della Serenissima. Ma la tranquillità rimaneva soltanto un miraggio: il 24 maggio 1378 un nuovo dramma colpì il paese: i ghibellini, sostenuti dai Visconti, rasero nuovamente al suolo il borgo, uccidendo gran parte degli esponenti di fazione guelfa.
Soltanto con l'affermarsi della Repubblica di Venezia la situazione fu portata alla normalità, anche se nell'anno 1630 la popolazione fu decimata, nell'ordine del 70%, a causa dell'ondata di peste che colpì l'intera Europa.
Con l'avvento della Repubblica Cisalpina, a cui passò nel 1797, Bolgare cominciò ad assumere le caratteristiche di borgo agricolo: le coltivazioni predominanti erano quelle di frumento e granoturco.
Risalenti alla seconda metà del XX secolo, sono invece gli insediamenti industriali che hanno contribuito ad un notevole accrescimento economico del paese.

### Simboli
Lo stemma e il gonfalone sono stati concessi con regio decreto dell'8 marzo 1937, poi modificato con D.P.R. del 13 marzo 1989.
(D.P.C.M. del 13 marzo 1989)
Il gonfalone è un drappo partito di giallo e di rosso.

## Monumenti e luoghi d'interesse

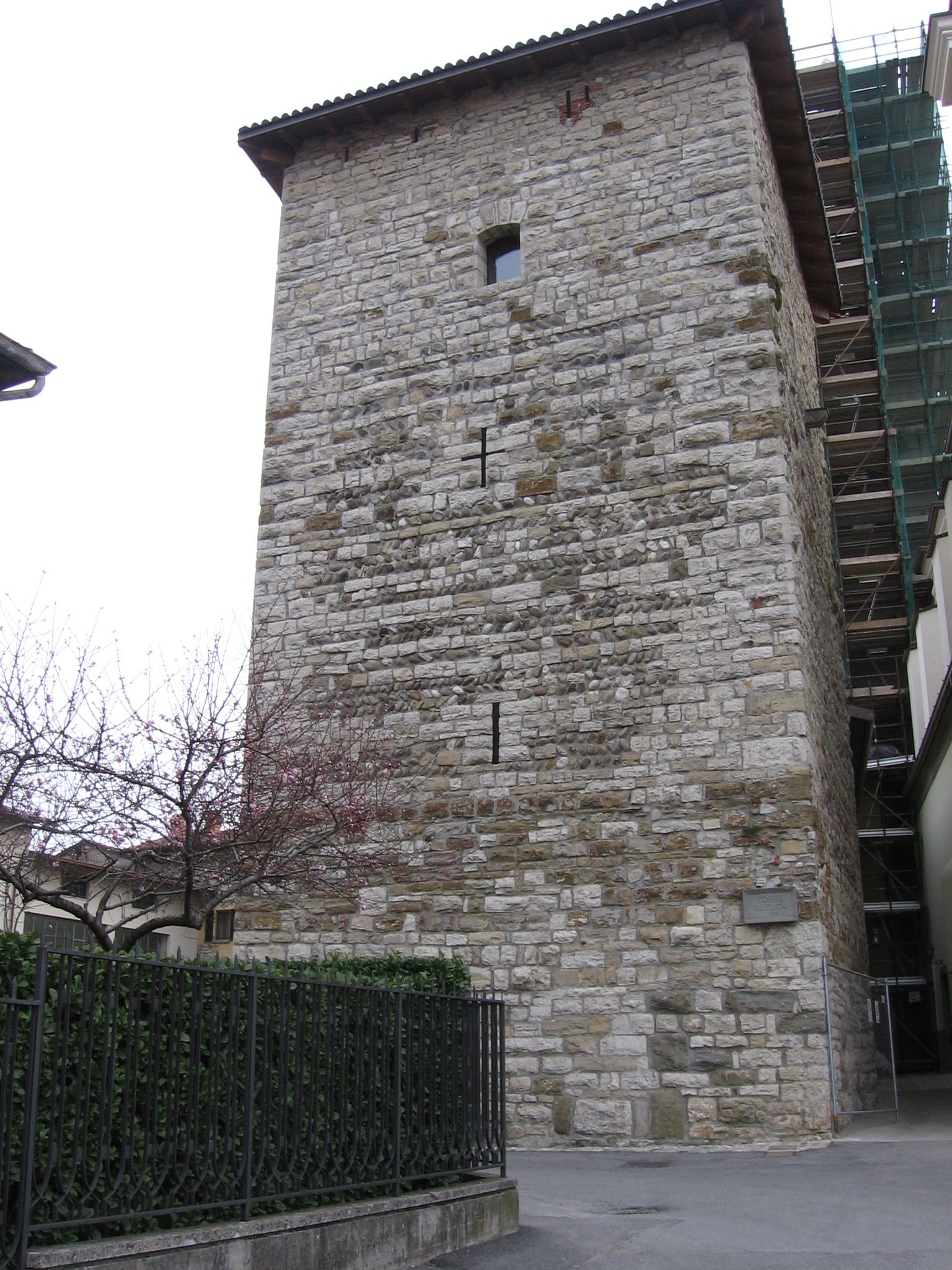
La torre guelfa

Nella piazza centrale del paese vengono conservate strutture che rispecchiano la storia del paese: la torre guelfa, resto dell'antico castello della famiglia Berlendis del XIII secolo, e la chiesa parrocchiale di San Pietro, eretta in luogo del suddetto edificio fortificato.
All'interno dell'edificio sacro si possono ammirare dipinti di notevole fattura, pittori come Giovanni Raggi, Agostino Cavernesio e Paolo Zimengoli.
Altri edifici degni di nota sono il Palazzo Marenzi, sede municipale, e il Palazzo Berlendis, risalente al XVII secolo che mantiene numerosi affreschi.
Merita menzione anche la chiesa della Madonna dei Campi, risalente al XVI secolo, meta di pellegrinaggi da parte degli abitanti del paese.

## Geografia antropica
Località del territorio sono Asnenga e San Chierico.

## Società

### Evoluzione demografica
Abitanti censiti